# Puente Continental
El Puente Presidente Guillermo Billinghurst —también conocido como Puente Continental—, es un puente colgante de acero ubicado en Puerto Maldonado, Madre de Dios, Perú. Cruza sobre el río Madre de Dios. Es el segundo puente más largo del Perú, por detrás del Puente Nanay de Iquitos.

Fue construido como parte del Tramo 3 del Proyecto Corredor Vial Interoceánico Sur

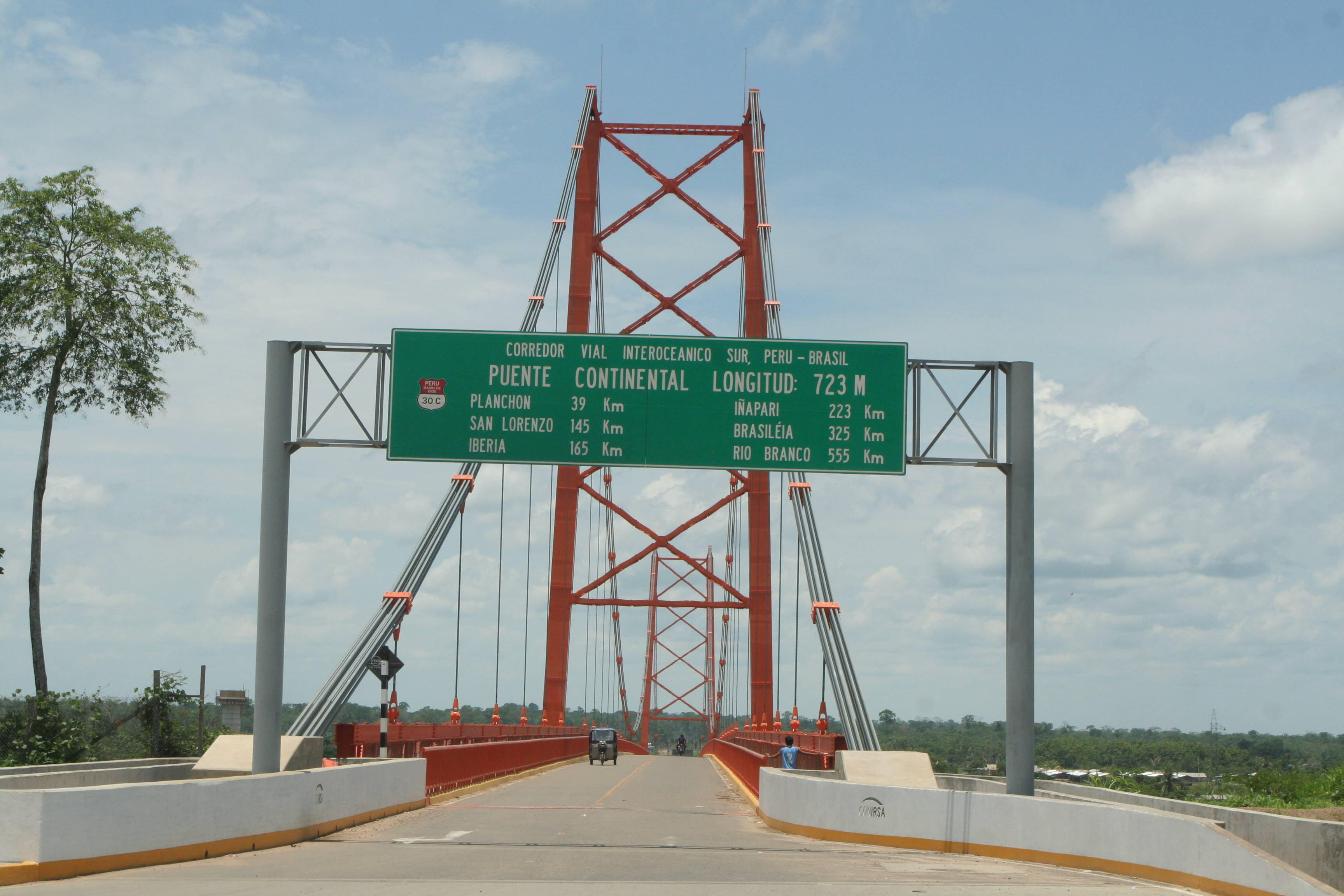

La construcción se inició en marzo del 2010 y demandó una inversión de 25.71 millones de dólares. Fue culminado en el 2011. Tiene una longitud de 722 metros.